# Barnet, Vermont
Barnet är en kommun (town) i Caledonia County i delstaten Vermont i USA. År 2000 hade Barnet cirka 1 690 invånare. 